# ロングスリーパー
ロングスリーパー（long sleeper）とは、平均よりも多くの睡眠を取る傾向にある人のことであり、体質的長時間睡眠者、長眠者（ちょうみんしゃ）ともいう。

## 概要
ロングスリーパーの症状を睡眠障害と捉えるべきかは、国際的に検討している段階である。
概日リズムは遺伝的に決定されているが、環境もしくは加齢により変化する。長眠者の睡眠時間は、障害として扱われる過眠症によるものとは異なる。しかしながら、一般的に中途覚醒の頻度が高く、眠りのレベルが浅い。平均睡眠時間が7時間の場合に平均余命が最も長くなるともいわれている。長眠者の概日リズムは7時間以上の睡眠時間と同期する傾向にある。
逆に、短時間の睡眠の人間のことをショートスリーパーという。

## 過眠症との違い
ICSDでは提案段階の分類に、Long Sleeper（307.49-2）が挙げられている。十分な睡眠が得られれば、日中の眠気や、意欲などに不満はないとしている。
典型的な過眠症では、9時間、10時間寝ているのに、日中にまだ疲労感があり昼寝をする。『精神障害の診断と統計マニュアル』（DSM-IV-TR）の原発性過眠症の鑑別診断の項に、正常な睡眠時間にはかなり個体差があり、平均より長い睡眠時間を要する長時間睡眠者は、その人が必要とする睡眠がとれた時には、昼間の眠気などの症状は訴えない。職業上の特徴などで単に睡眠が不十分な場合には、休暇の時に代償的に多く眠り、原発性過眠症のように何十年も続くことはない。ただの長眠者である。

## ロングスリーパーの有名人
元F1チャンピオンドライバーのミハエル・シューマッハは一日に最低12時間の睡眠を要する。
大相撲の横綱白鵬は長い時で夜に10時間、更に昼寝を6時間取っている。
アインシュタインは一日に10時間睡眠を取っていたとされている。

## 啓発運動
体質的ロングスリーパーや長眠者は過眠症よりも重篤な症状の人が多数いるにもかかわらず、病気ではなく体質と言われるが為に過眠症とは別扱いされ社会的理解を得難い。本人の意思ではどうにもならない体質とはつまり障害であり、体質的ロングスリーパー、長時間睡眠者、長眠者等の呼称を変更するべきであるという主張もある。